# Scharnitz
Scharnitz je obec v Rakousku ve spolkové zemi Tyrolsko v okrese Innsbruck-venkov. V obci žije přibližně 1 400 obyvatel.

## Poloha
Leží na řece Isar v západním ústí údolí Hinterautal, v němž Isar pramení. Nachází se asi 16 kilometrů severně od Innsbrucku a 9 kilometrů od Seefeld in Tirol na hranicích Tyrolska s Německem. 
Obec má rozlohu 158,8 km². Z toho necelé procento připadá na obdělávanou zemědělskou půdu, 1,1 % jsou alpské pastviny, 49,1 % tvoří lesy a 47,8 % připadá na vysokohorské území. Z celkové plochy území je 1,5 % osídleno.
Hlavním zdrojem příjmu je turismus, a to v létě i v zimě.

### Členění obce
Skládá z deseti částí:
| - Au - Eisack - Gießenbach - Inrain - Jägerviertel | - Oberdorf - Schanz - Schießstand - Siedlung - Unterdor |

### Sousední obce
V Rakousku:
- Absam,
- Innsbruck,
- Leutasch,
- Seefeld in Tirol,
- Thaur,
- Vomp,
- Zirl.

V Německu:
- Mittenwald

## Historie
V obci Scharnitz se nacházela mezi horami Karwendel a Wetterstein římská pevnost Scarbia. V raně středověkých dokumentech se Scharnitz vztahuje k nehostinnému lesu mezi Walchensee a Seefeldem v Tyrolsku, který se poprvé objevuje v roce 763 jako klášterní kostel svatého Petra, postavený v locum Scaraza a podřízený diecézi Freising, který je však ztotožňován s klášterem Scharnitz v Klais severně od Mittenwaldu. Ve středověku byl Scharnitz důležitou branou do Tyrolska  na kupecké stezce Benátky–Augsburg mezi Německem a Itálií.